# Carry van Gool
Catharina Cornelia Adriana Maria (Carry) van Gool-Floris (Goirle, 19 september 1953) is een voormalig Nederlands boogschutter.
Van Gool schoot met een recurveboog. Ze debuteerde op de Olympische Spelen van 1980 in Moskou en behaalde de zesde plaats.
Op de Spelen van 1984 in Los Angeles  eindigde ze op de 23e plaats. In 2000 was Van Gool als bondscoach met het Nederlands team (Wietse van Alten, Fred van Zutphen en Henk Vogels) bij de Spelen in Sydney. Op de Spelen van 2004 vervulde ze de taak van teammanager voor de Handboogbond en de Schermbond.
In haar sportcarrière behaalde zij vele nationale titels en records en internationaal verbeterde ze het wereldrecord 25 meter in 1975 en in 1978 werd ze wereldkampioen bij het onderdeel Fieldarchery.